# آداما گویر
آداما گویر (انگلیسی: Adama Guira؛ زادهٔ ۲۴ آوریل ۱۹۸۸) بازیکن فوتبال اهل بورکینافاسو است.
از باشگاه‌هایی که در آن بازی کرده‌است می‌توان به باشگاه فوتبال دیورگاردن و باشگاه فوتبال داچیا کیشیناو اشاره کرد.
وی همچنین در تیم ملی فوتبال بورکینافاسو بازی کرده‌است.